# La rosa del sud
La rosa del sud (So Red the Rose) è un film del 1935 diretto da King Vidor. Prodotto e distribuito dalla Paramount, aveva come interpreti principali Margaret Sullavan (che per girare il film venne presa in prestito alla Universal), Walter Connolly, Randolph Scott.
La sceneggiatura di Maxwell Anderson, Edwin Justus Mayer e Laurence Stallings si basa su So Red the Rose, romanzo di Stark Young pubblicato a New York nel 1934.

## Trama
Nel 1861, nel Mississippi, la bella Valette Bedford civetta con il cugino Duncan, di cui è innamorata, cercando in ogni modo di attirare la sua attenzione. Ma lui la tratta come se lei fosse ancora una bambina. Indispettita, la ragazza rivolge allora le sue attenzioni verso Archie Pendleton, l'amico texano di suo fratello Edward. Con suo grande sbalordimento, le manovre che lei aveva architettato per ingelosire Duncan, fingendosi follemente innamorata di Archie, inducono invece questi a chiedere la sua mano. Non sapendo bene cosa rispondere, Valette rimanda ogni decisione, ma la guerra incombe e Archie decide di partire; così Valette si ripromette di aspettare il suo ritorno. Edward non segue l'amico, ma in seguito si pente della sua decisione quando viene a sapere che Archie è rimasto ucciso in battaglia e pure lui si unisce all'esercito confederato. Duncan, dal canto suo, si rifiuta di combattere contro il "nemico" perché molti dei suoi amici sono del nord e lui crede che gli americani non debbano battersi contro altri americani. Valette giudica invece il suo comportamento come dettato da pura e semplice codardia. Quando però alcuni nordisti rapiscono Malcolm, il padre di Valette, Duncan decide di partire anche lui per la guerra.

Sally, la moglie di Malcolm, sogna che suo figlio Edward sia morto sul campo: accompagnata da Duncan e dal suo fedele schiavo nero, va alla ricerca del corpo. Prima della sua partenza, Valette si riconcilia con il cugino, chiedendogli scusa e promettendogli il suo amore. Vedendo il campo di battaglia disseminato di morti confederati, Duncan parte giurando vendetta.

Quando alla piantagione dei Bedford giunge la notizia che il generale Grant ha preso Vicksburg, gli schiavi, eccitati, si ribellano. Malcolm, tornato a casa gravemente ferito, muore e Sally è costretta a liberare gli schiavi. Aiutata dalla cugina Mary, da Valette e da William, resta a curare la conduzione della casa con accanto anche Middleton, il figlio più piccolo finché alla piantagione non arrivano i soldati nordisti. Valette prova pietà per un giovane soldato yankee ferito che si sta nascondendo ai confederati. Lo riveste con la divisa del fratello morto e scopre con stupore che uno degli inseguitori è proprio Duncan, un uomo molto cambiato, che non ha più pensieri di pace. Valette lo supplica di non denunciare il ragazzo, riuscendo a convincerlo, ma il soldato, comunque, muore.
All'arrivo degli yankee, la casa dei Bedford viene incendiata.

Ormai la guerra è finita e i superstiti, persa la casa e la piantagione, vivono poveramente in una casupola. Un giorno, Valette sente una voce che la chiama: è Duncan, tornato dalla guerra.

## Produzione
Alcune delle scene del film, prodotto dalla Paramount Pictures con un budget di un milione di dollari, vennero girate a Lake Sherwood.

## Distribuzione
Il copyright del film, richiesto dalla Paramount, fu registrato il 22 novembre 1935 con il numero LP5970.

Il film venne proiettato per la prima volta al pubblico nei Paesi Bassi il 29 maggio 1935.
Distribuito dalla Paramount, uscì nelle sale statunitensi il 20 dicembre dopo una prima tenuta il 9 novembre 1935.